# Doliops metallicus
Doliops metallicus là một loài bọ cánh cứng trong họ Cerambycidae.